# Neye Lædervarer
Neye A/S er en dansk forretningskæde, der forhandler lædervarer som tasker, rygsække, kufferter og accessories. I foråret 2021 havde Neye 43 butikker fordelt i hele landet og omkring 350 medarbejdere. Selskabet er ejet af Neye Fonden.

## Historie
Kæden blev grundlagt af Johannes Neye, der i 1881 åbnede en såkaldt galanteributik på Vimmelskaftet i København. Butikken, der blot hed Johannes Neye, forhandlede gaveartikler, herunder håndarbejdsudstyr og lædervarer. I 1891 påbegyndte Neye egen produktion af lædervarer.
Da Johannes Neye døde i 1926 blev virksomheden overtaget af hans ældste søn, Knud Neye, der drev den til sin død i 1945. Knud Neyes enke, Agathe Neye, overtog derefter. I 1977 besluttede hun at lade butikkerne og hendes personlige formue indgå i en fond, Neye Fonden, for at sikre den fortsatte drift af virksomheden.
Butikkernes navn blev i 1981 ændret fra Johannes Neye til blot Neye. Vimmelskaftet/Klosterstræde dannede rammen om produktionen, og i dag huser Klosterstræde 1 virksomhedens administration.
Camilla Raffnsøe er nuværende CEO hos Neye (2018)

## Literatur
- C.A. Clemmensen: Johs. Neye 1881-1931, 1931.